# طفيل (بعلبك)
طُفَيل بلدة لبنانية من قضاء بعلبك في محافظة بعلبك الهرمل.

## سكانها
عدد سكانها 5000 آلاف نسمة، جميعهم من أهل السنة .

## الخدمات والطرق
لا يوجد اليها طريق معبد، تعاني من نقص الخدمات الرئيسية وإهمال الحكومة اللبنانية .

## وقعها
- تبعد عن الحدود السورية (قرية عسال الورد) 3 كلم
- المسافة من بيروت: 123 كلم.
- الارتفاع عن سطح البحر: 860م.
- المساحة : 787 هكتار